# Лохвицький ґебіт
Ло́хвицький ґебі́т, окру́га Ло́хвиця (нім. Kreisgebiet Lochwiza) — адміністративна одиниця Генеральної округи Київ Райхскомісаріату Україна під час німецької окупації Української РСР протягом Німецько-радянської війни. Адміністративним центром округи було місто Лохвиця.
Ґебіт утворено 1 вересня 1942 року на території нинішньої Полтавської області. Формально існував до 1944 року. Охоплював територію трьох тодішніх районів Полтавської області: Лохвицького, Сенчанського і Чорнухинського — та, відповідно, поділявся на три райони (нім. Rayons): Лохвиця (Rayon Lochwiza), Сенча (Rayon Sentscha) і Чорнухи (Rayon Tschernuchi), межі яких збігалися з тогочасним радянським адміністративним поділом. При цьому зберігалася структура адміністративних і господарських органів УРСР. Всі керівні посади в ґебіті обіймали німці, головним чином з числа тих, що не підлягали мобілізації до вермахту. Лише старостами районів і сіл призначалися лояльні до окупантів місцеві жителі або фольксдойчі.
У Лохвиці в 1942–1943 роках тричі на тиждень, а згодом — двічі на тиждень виходила газета «Вісті Лохвиччини», яка вважалася «офіційним вісником Гебітскомісара Лохвиччини». Редактором був Я. Ємець. Обсяг газети — 2 сторінки. Наклад — 3 500 примірників. До жовтня 1942 року газета називалася «Лохвицьке слово».